# 건지 감자껍질파이 북클럽
《건지 감자껍질파이 북클럽》(영어: The Guernsey Literary and Potato Peel Pie Society)은 2018년 개봉한 영국의 시대극 로맨틱 드라마 영화이다. 마이크 뉴얼이 감독을 맡았으며, 메리 앤 셰이퍼와 애니 배로스의 동명 소설이 원작이다.

## 출연진
- 릴리 제임스 - 줄리엣 애슈턴 역
- 미힐 하위스만 - 도시 애덤스 역
- 글렌 파월 - 마크 레이놀즈 역
- 제시카 브라운 핀리 - 엘리자베스 매케나 역
- 캐서린 파킨슨 - 아이설라 프리비 역
- 매슈 구드 - 시드니 스타크 역
- 톰 코트니 - 에번 램지 역
- 퍼넬러피 윌턴 - 어밀리아 모거리 역